# Mia Dimšić
Mia Dimšić (Osijek, 7 november 1992) is een Kroatisch zangeres.

## Biografie
Mia Dimšić werd geboren in het Osijek. Ze begon haar carrière in 2015. In 2017 bracht Dimšić haar eerste album uit, getiteld Život nije siv (vertaald: het leven is niet grijs).
Op 17 december 2021 werd bekend dat Dimšić een van de veertien deelnemers was aan Dora 2022, de Kroatische preselectie voor het Eurovisiesongfestival. Op zaterdag 19 februari 2022 werd Dora 2022 gehouden en Dimšić ging er met de eindoverwinning vandoor. Hierdoor mocht ze Kroatië vertegenwoordigen met het nummer Guilty Pleasure op het Eurovisiesongfestival 2022 in Turijn, Italië. Dimšić eindigde als elfde in de halve finale, 1 plek te laag om de finale te halen.
1993: Put · 
1994: Tony Cetinski · 
1995: Magazin & Lidija · 
1996: Maja Blagdan · 
1997: ENI · 
1998: Danijela · 
1999: Doris Dragović · 
2000: Goran Karan · 
2001: Vanna · 
2002: Vesna Pisarović · 
2003: Claudia Beni · 
2004: Ivan Mikulić · 
2005: Boris Novković · 
2006: Severina · 
2007: Dragonfly feat. Dado Topić · 
2008: Kraljevi Ulice & 75 Cents · 
2009: Igor Cukrov feat. Andrea Šušnjara · 
2010: Feminnem · 
2011: Daria Kinzer · 
2012: Nina Badrić · 
2013: Klapa s Mora · 
2016: Nina Kraljić · 
2017: Jacques Houdek · 
2018: Franka Batelić · 
2019: Roko · 
2021: Albina Grčić · 
2022: Mia Dimšić · 
2023: Let 3 · 
2024: Baby Lasagna · 
2025: Marko Bošnjak